# ОШ „Војвода Мишић” Пецка
ОШ „Војвода Мишић” у Пецкој, варошици у општини Осечина, бави се образовно педагошким радом још од свог оснивања 1841. године. 
Школа је дуго времена носила назив Царинска школа у Пецкој, да би 1940. године добила назив „Војвода Мишић”, по славном српском војводи Живојину Мишићу. Тај назив је носила све до 1960. године, када мења назив у "Чеда Милосављевић", по учитељу који је непосредно пред Други светски рат добио службу у школи, а затим отишао у партизане и настрадао у рату 1941. године, извршивши самоубство као рањеник у партизанској болници у Ужицу. Од школске 2005/2006. школа поново носи назив „Војвода Мишић”.

## О школи
Прва школа, са првим учитељем Милисавом Јеремићем из Причевића, била је смештена у приватној кући одмах до општинске суднице, са уписаних 18 ученика. У приватној кући школа је радила све до 1845. године, када се пресељава у зграду Примиритељског суда и ту остаје све до изградње нове школске зграде 1882. године, која је саграђена по свим стандардима и прописима тог времена и била најлепша школска зграда у Подринском округу. На истом месту после 92 године, тачније 1973. године саграђена је данашња школска зграда.
Због проблема финансирања школе је била затворена 1845. године, али захваљујући упорности кмета царинског Живана Радошевића, школа је поново почела са радом. Деца из удаљених села била су смештена у „коначић” и само су суботом и недељом одлазили кући по храну. Деца су у „коначићу” спавала на креветима направљеним од дасака, до пола утврђеним у земљи.
С временом, у школи се побољшава и учитељски кадар. Први прави учитељ, са завршеном учитељском школом, долази у Пецку 1883. године. То је био учитељ Милутин Филиповић. У том периоду учитељи за свој рад добијају врло добре и одличне оцене, а школа је оцењена као најуспешнија у Подринском округу. Кроз школу у Пецкој, од њеног оснивања до 1914. године прошло је, тј. у њој радило 52 учитеља.
У време окупационе власти 1916. године школа је радила као дворазредна. Већ 1919. године почиње са радом школа у Гуњацима, а 1923. године и школа у Драгодолу и Царини. Данас су Гуњаци, Драгодол и Царина издвојена одељења у саставу Школе у Пецкој.